# Jurij Fed'kin
Jurij Nikolaevič Fed’kin (in russo Юрий Николаевич Федькин?; Mosca, 6 ottobre 1960) è un ex tiratore a segno russo, fino al 1991 sovietico.

## Palmarès

### Olimpiadi
- 1 medaglia:
  - 1 oro (Barcellona 1992 nella carabina 10 metri aria compressa[1])